# طلائع النهضة في فلسطين (خريجو المدارس الروسية)، 1862- 1914
طلائع النهضة في فلسطين (خريجو المدارس الروسية)، 1862-1914 هو كتاب للمؤلف الفلسطيني حنّا أبو حنّا. صدر عام 2005، عن مؤسسة الدراسات الفلسطينية.

## نبذة عن الكتاب
يُعد كتاب طلائع النهضة في فلسطين (خريجو المدارس الروسية)، 1862-1914 دراسة معمّقة في التاريخ الثقافي الفلسطيني، مسلطًا الضوء على دور المدارس الروسية في تكوين النخب الفكرية والأدبية في فلسطين والبلدان المجاورة خلال الحكم العثماني. يتناول الكتاب الجهد الروسي في إنشاء شبكة من المدارس التعليمية في بلاد الشام، حيث بلغ عددها 114 مدرسة بحلول عام 1914، ضمت 15 ألف طالب وطالبة. ويبرز الكتاب مساهمة خريجي هذه المدارس في مجالات متعددة، مثل الصحافة، الترجمة، التعليم، والإنتاج الأدبي.

## محتوى الكتاب وأهميته
يعالج الكتاب تأثير المدارس الروسية على النهضة الثقافية الفلسطينية، ويكشف عن الدور الذي لعبه خريجو هذه المدارس في إرساء أسس الحركة الأدبية الحديثة في المنطقة. ومن أبرز الأسماء التي برزت من بين هؤلاء الخريجين: ميخائيل نعيمة، إيليا أبو ماضي، نسيب عريضة، عبد المسيح حداد، خليل بيدس، إسكندر الخوري البيتجالي، سليم قبعين، وشبلي رزق. كما يتناول الكتاب ارتباط هؤلاء المفكرين والكتّاب بالنهضة الأدبية العربية العامة التي بدأت تتشكل في النصف الثاني من القرن التاسع عشر، خاصة في لبنان ومصر.
تكمن أهمية الكتاب كونه يُسلّط الضوء على جانب غير مطروق بشكل كافٍ في الدراسات التاريخية، وهو الدور الذي لعبته المدارس الروسية في صياغة المشهد الثقافي الفلسطيني والعربي. كما يبرز التأثير المباشر لهذه المدارس في مجالات متعددة، مثل التربية والتعليم، الصحافة، وأشكال التعبير الأدبي. ويستعرض أيضًا قائمة بأهم المعلمين والخريجين الذين كان لهم بصمة واضحة في الحركة الأدبية.
يقدّم رؤية متكاملة حول نشوء وتطور النخب الثقافية الفلسطينية، ويعكس التفاعل بين النهضة الثقافية في فلسطين ونظيرتها العربية في أواخر القرن التاسع عشر ومطلع القرن العشرين.

## مواضيع الكتاب
يتطرق الكتاب إلى عدة محاور رئيسية، من بينها:
- دور المثقفين الفلسطينيين خلال الفترة (1862-1914).
- المدارس الروسية في فلسطين وتأثيرها على المجتمع.
- الصحافة الفلسطينية ودور خريجي المدارس الروسية في تطويرها.
- تطور القصة والرواية الفلسطينية.
- الأثر الثقافي للحكم العثماني على فلسطين.